# 清水町 (臺南市)
清水町為台灣日治時期台南州台南市之行政區，包括舊街名經廳口、府西巷、府口、老柵口、二老口、公界內、亭仔街、戲台後、清水寺。

## 名稱
1916年（大正5年）規劃町名改正時，原擬名「清水寺町」，但臺南廳最後改為以「清水町」呈報總督府，同年11月3日公告、1919年（大正8年）4月1日正式實施。
清水町得名自境內的清水寺街，但清水寺主體建築，卻是位於町名改正後的開山町。

## 町內設施
一丁目
- 台南歷史館 (1983年拆除重建為中區區公所)

二丁目
- 東市場
- 府城隍廟
- 辜婦媽廟

三丁目
- 憲兵分隊 (戰後為台南市憲兵隊沿用，現為空地)
- 鶯遷閣 (2013年拆除)